# Hydriomena trifasciata
Hydriomena trifasciata là một loài bướm đêm trong họ Geometridae.